# Carsina bendoides
Carsina bendoides är en fjärilsart som beskrevs av Walker 1864. Carsina bendoides ingår i släktet Carsina och familjen nattflyn. Inga underarter finns listade i Catalogue of Life.